# Perpella
Perpella o Perpellá es un despoblado del municipio de Estopiñán del Castillo, comarca de Ribagorza, provincia de Huesca, Aragón.

## Geografía
El poblado se encontraba sobre la sierra homónima, muy cerca de la actual presa de Canelles.

## Historia
El castillo de Perpella es documentado por primera vez en 1094, siendo señor Galceran Erimany, dependía del castillo de Soriana.
En el siglo xvi Perpella consta como un señorío laico y formaba parte del condado de Ribagorza. Se desconocen los motivos y la fecha de su despoblamiento, aunque debió ser entre los siglos xvi-xviii.
Aparece en el Madoz, donde se menciona la existencia de los restos de su iglesia y castillo y unos pocos vestigios de lo que fue la población, en los alrededores aún se trabajaban los campos.